# Суховілка
Су́ховілка — річка в Україні, в межах Золочівського району Львівської області. Права притока Бовдурки (басейн Прип'яті). 

## Опис
Територія на якій протікає Суховілка складена з вапняків, що добре карстуються, тому Суховілка має циклічний режим, що дорівнює 7 рокам. Протяжність по території регіону сягає 15,4 км. Річковий басейн, до якого належать річка — Стир.

## Розташування
Бере початок в урочищі Прачка с. Микити на висоті 360 м. над рівнем моря і тече через три села Бродівського району — Суховолю, Гаї та у південно-східній частині міста Броди — в Старих Бродах зливаючись з Дітковецьким потоком утворює Бовдурку, яка є притокою Стиру (басейн Прип'яті).
В районі вулиць Коженівського, 22 Січня та Полуботка у місті Броди Суховілка утворює велику заплаву, куди з озера Бугаї до неї вливається Дітківецький потічок, який бере свій початок з лісового озера Калдуб.

## Історія
Археологічні знахідки свідчать про поселення на берегах річки в епоху пізнього палеоліту — мезоліту, в бронзову добу, передскіфський та пізньоримський часи та Київської Русі.
Зустрічається на картах та в атласах від XVI століття. В атласі Речі Посполитої позначена як Sucha Wielka укр. Суха Велика, включно з річкою Бовдуркою.
На австрійських мапах річка поділена на три ділянки:
- Suchowolka (укр. Суховілка) — від села Суховоля до села Берлин;
- Berlinka (укр. Берлінка) — від села Берлин до села Бовдури;
- Boldurka (укр. Бовдурка) — від села Бовдури.

Сьогодні Суховілка — ділянка від села Микити до південно-східної частини міста Броди, яку продовжує Бовдурка.

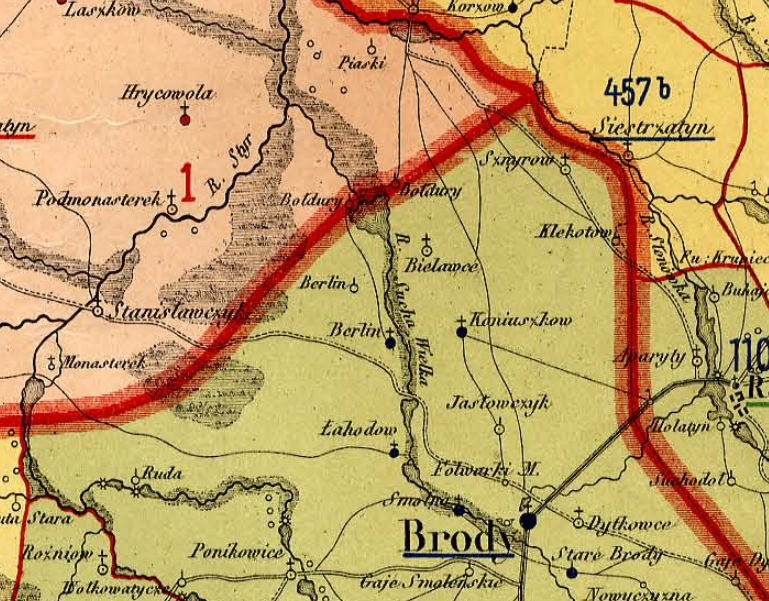
Фрагмент з атласу Речі Посполитої XVI століття

## Сучасний стан
У 2013 році у селі Гаї прорвало дамбу.
У 2014 році на Старих Бродах збудовано нову дамбу.